# Arme Eva Maria
Arme Eva Maria è un film muto del 1916 scritto, prodotto e diretto da Joe May. Fa parte di una serie di film chiamata Mia May-Serie, pellicole che avevano come protagonista l'attrice austriaca Mia May, moglie del regista.

## Trama
Una principessa si innamora di un pittore che la lascia. Alla fine, a conquistare il suo cuore, sarà un barone.

## Produzione
Il film fu prodotto dalla May-Film GmbH (Berlin).

## Distribuzione
Con il visto di censura B.40186 del dicembre 1916 che ne proibiva la visione ai minori, il film fu proiettato per la prima volta a Berlino il 20 dicembre 1916.